# Містер бейсбол
«Містер бейсбол» («Mr. Baseball») — американська спортивна комедія 1992 року, знята режисером Фредом Скепісі, з Томом Селлеком і Кеном Такакурою у головних ролях.

## Сюжет
Джек Елліот, який був свого часу хорошим гравцем, зараз перебуває на заході своєї бейсбольної кар'єри. Як результат цього в новому сезоні йому доведеться грати за японський бейсбольний клуб. Самовпевнений Джек не приймає японську культуру і виступає проти ігрової тактики тренера своєї нової команди. Водночас він заводить стосунки з красунею Хіроко, не знаючи, що вона є дочкою того самого тренера. Але поступово після численних сутичок і сварок Елліот розуміє, що час зупинитися. До того ж Джеку стає відомо, що він єдина надія не тільки клубу в цьому сезоні, а й батька Хіроко, кар'єра якого безпосередньо залежить від успіхів команди. У результаті він докладає всіх зусиль, і команда стає чемпіоном.

## У ролях
- Том Селлек — Джек Елліот
- Кен Такакура — Учіяма
- Ая Таканаші — Хіроко Учіяма
- Денніс Гейсберт — Макс «Хаммер» Дюбуа
- Тосі Шіоя — Йодзі Нісімура
- Мак Такано — Шіндзі Ігарасі
- Ніколас Касконе — «Доктор»
- Косуке Тойохара — Тоші Ямасіта
- Тошизо Фудзівара — Рьо Мукай
- Чарльз Фік — Біллі Стівенс
- Леон Лі — Лайл Мессі
- Бредлі Леслі — Алан Нівен
- Френк Томас — Рікі Девіс
- Джун Хамамура — дідусь Хіроко

## Знімальна група
- Режисер — Фред Скепісі
- Сценарій — Монте Меррік, Гері Росс, Кевін Вейд
- Продюсери — Фред Скепісі, Даг Клейборн, Роберт Ньюмаєр
- Оператор — Ієн Бейкер
- Композитор — Джеррі Голдсміт
- Монтаж — Пітер Гонесс, Джеремі Гіббс, Гері Вудьярд